# Vichtis museum
Vichtis museum (finska: Vihdin museo) är ett lokalhistoriskt museum i Vichtis i det finländska landskapet Nyland. Museet grundades år 1959 och förvaltar lokalt kulturarv i Vichtis. Museets samling består av artiklar och fotografier. Det har också ett hembygdsarkiv. År 2023 flyttade museet till det gamla kommunhuset Kuntala i Vichtis kyrkby.
Besökare kan använda det landsomfattande Museikortet vid Vichtis museum.

## Historia
Museiverksamheten i Vichtis började 1959, när hembygdsföreningen Vihti-Seura öppnade ett hembygdsmuseum i det gamla sockenmagasinet i Vichtis kyrkby. Museet sköttes av frivilliga fram till år 1983, då kommunen anställde den första museiarbetaren. Vichtis kommun skapade därefter en tjänst för en museiamanuens och hembygdsmuseet blev ett kommunalt museum. Den första stadigvarande utställningen öppnade sommaren 1988 i den före detta Lilla prästgården (finska: Pikku-Pappila). Snart utvidgades museets verksamhet till den gamla Niuhala folkskola.

## Samlingar
Vichtis museums samlingar består av artiklar och fotografier. Från och med år 2002 har museiartiklar registrerats i den elektroniska Musketti-databasen. Dessutom samarbetar Vichtis museum med andra professionella museer i Västnyland. De viktigaste lokala samarbetspartnerna är hembygdsföreningen Vihti-Seura och föreningen Vihdin Rakennusperintöyhdistys som arbetar för lokalt byggnadsarv i Vichtis.